# Сузуки, Даниэль
Даниэль Тошико Судзуки (Danni Suzuki; бразильский португальский: [dɐ̃niˈɛʎi suˈzuki] ; 21 сентября 1977 года) — бразильская актриса, кинорежиссёр и телеведущая.

## Биография
Даниэль Судзуки родилась в Рио-де-Жанейро и является дочерью Хироси Судзуки, японского бразильца во втором поколении из Сан-Паулу, чьи родители иммигрировали из Сидзуока. Её мать — Ивоне Судзуки, бразильянка из Минас-Жерайс, немецкого, итальянского и коренного бразильского происхождения. Её отец бросил семью, когда ей было 15 лет, и вернулся в Сан-Паулу. Судзуки выросла в Рио-де-Жанейро со своей матерью и бабушкой и столкнулась с финансовыми трудностями; ей пришлось жить в доме подруги матери, потому что её отец продал семейный дом, не оставив им выбора. Судзуки сказала об этом периоде, что она «не злилась, потому что c ней всегда была поддержка друзей». С тех пор она, как сообщается, редко видится со своим отцом.

## Карьера
Когда ей было 15, Сузуки начала свою карьеру модели, несмотря на то, что её азиатская внешность несколько ограничивала её шансы. Она окончила факультет промышленного дизайна Папского католического университета Рио-де-Жанейро. Позже она начала сниматься, получив известность в роли бразильского подростка Миюки в теленовелле «Мальхасан». В настоящее время Судзуки также работает ведущим в шоу Pé no Chão на бразильском канале Multishow.

## Фильмография
- 2019 — Desjuntados — Патрисия
- 2017 — Um casal inseparável — Кристина
- 2016 — Baile de mascaras — Фернанда
- 2015 — Малхасан Соньюш — Роберта
- 2012 — Чеяс де Шарм — Сама
- 2009 — Viver a Vida — Эллен
- 2008 — Сиранда де Педра — Алиса/Амелия
- 2006 — Пе на Хака — Роза Танака
- 2005 — Пиф-паф — Йоко Белл
- 2004 — Малхасао — Миюки Симахара
- 2003 — Малхасао — Миюки Симахара
- 2003 — Сэнди и Джуниор — Йоко
- 2000 — Уга-Уга — Сара

#### Шоу
- 2010 — Diversão & Cia — Кейла[5]
- 2007 — Conexão Xuxa — Камео
- 2006 — Ос Карас де Пау (Os Caras de Pau ) — Камео
- 2006 — Dança no Gelo — (реалити-шоу — Domingão do Faustão) (второе место)

#### Ведущая
- Голос Бразилии
- Пе но Чао (Pé no Chão)
- Трибос
- Манду Бём (Mandou Bem)
- Деморо (Demorô)
- Судьба Верао (Destino Verão)

### Кинематограф
- 2008 — О Геррейро Диди и Ниндзя Лили — Иоланда
- 2000 — Женщина сверху (Sabor da Paixão) — Снималась